# プルーデンス・ヒュアード
プルーデンス・ヒュアード（Efa Prudence Heward、1896年7月2日 - 1947年3月19日）はカナダの画家である。

## 略歴
モントリオールの裕福な家に生まれた。家庭教師から学んだ後、コネチカット州、ファーミントンの有名な女子校、Miss Porter's Schoolで学んだ。美術に興味を示したので、モントリオールの美術学校（Art Association of Montreal School）で学んだ。第一次世界大戦中はカナダ陸軍で働いた兄とイギリスで過ごし、赤十字のボランティアで働いた。カナダに戻った後、1920年に女性8人を含む20人あまりの芸術家で創立された美術家グループ、「Beaver Hall Group」に参加した。1924年にカナダ王立美術院の展示会に出展し、トロント、オンタリオで公開された。
1925年から1926年の間は美術修行のためにパリで暮らし、アカデミー・コラロッシで学び、カナダの作家、モーリー・カラハンやアメリカのアーネスト・ヘミングウェイやF・スコット・フィッツジェラルドも好んだモンパルナスのLe Dome Caféを訪れた。オンタリオからパリに来ていたイザベル・マクラフリン（Isabel McLaughlin）と友人となり、マクラフリンと写生旅行をした。1929年にカナダ国立美術館が運営するコンペティションで賞をとり、画家としての評価が高まった。
カナダの風景画家の集団、「グループ・オブ・セブン」の展覧会に招待され、グループ・オブ・セブンのA・Y・ジャクソンに気にいられ、写生旅行をし多くの風景画も描いた。1932年にモントリオールで初めての個展を開いた。
1933年にカナダの新しい美術家集団「Canadian Group of Painters」の設立会員になるが、健康の悪化により活動は低下し、1939年に交通事故にあったことが、さらに活動を低下させたが1945年まではいくつかの肖像画を描いた。病気の治療のために移っていたアメリカ合衆国のロサンゼルスで没した。

## 作品

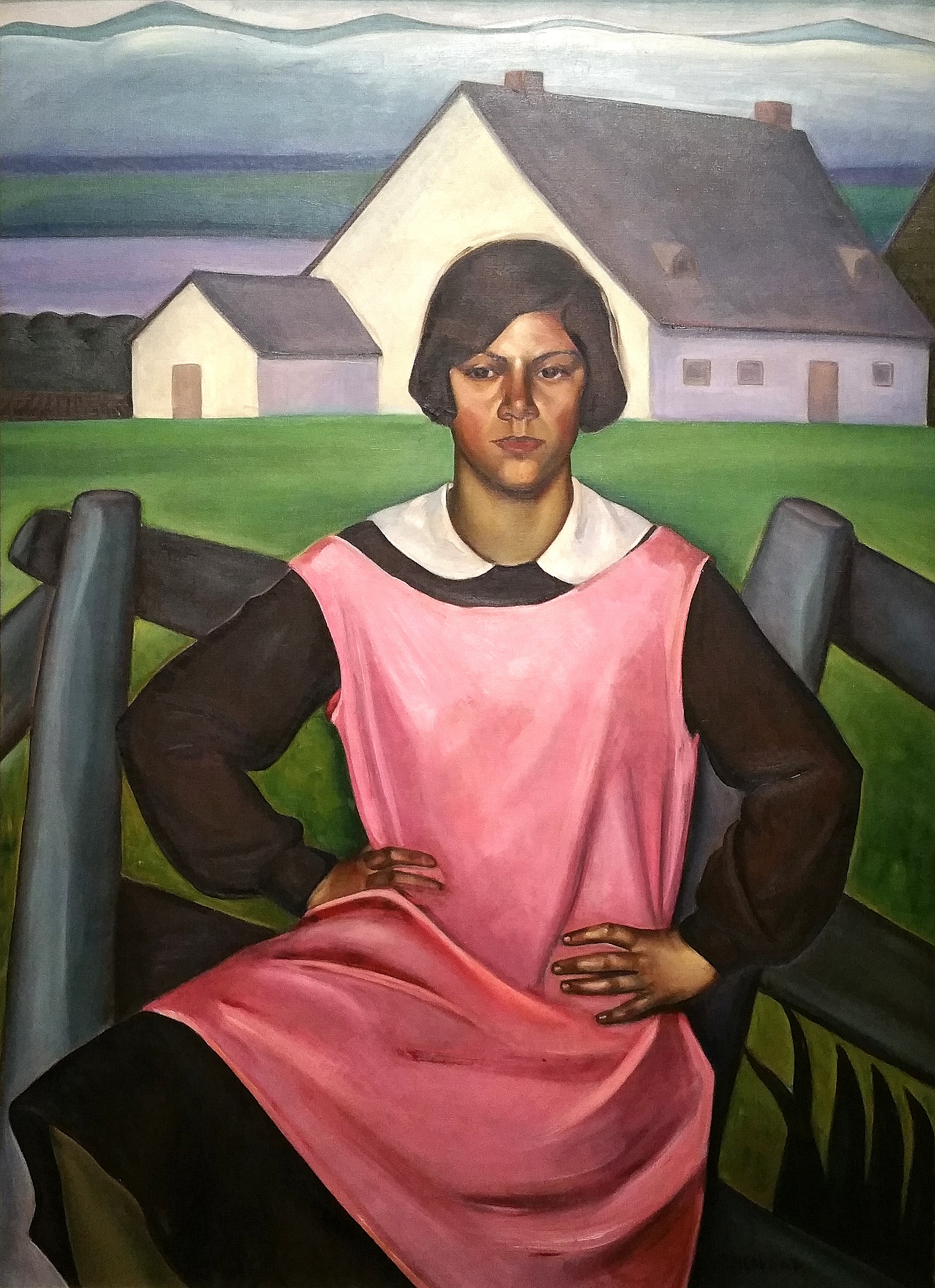
Rollande, 1929
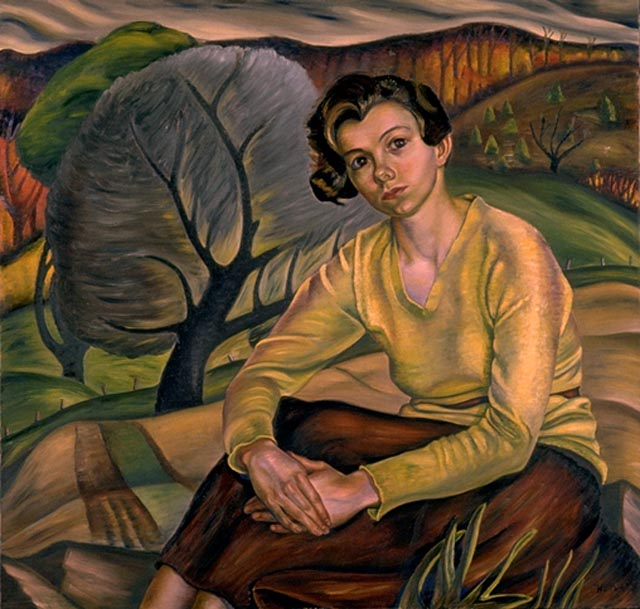
girl-in-yellow-sweater,1936
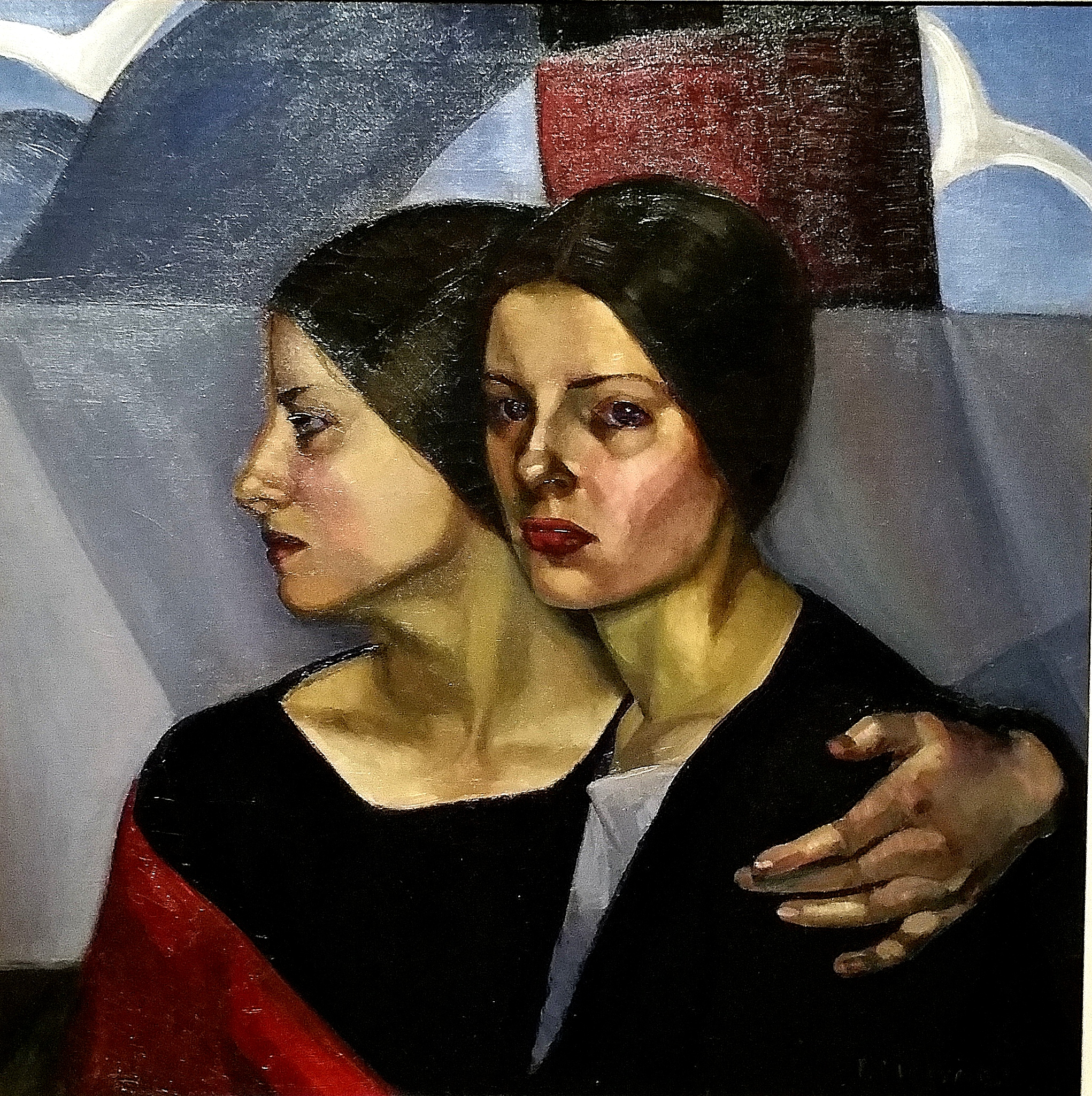
「移民」
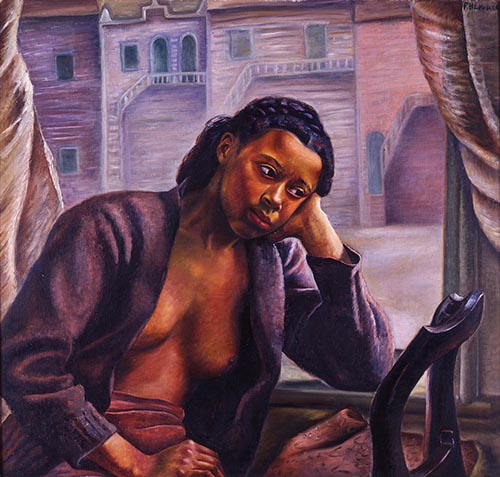
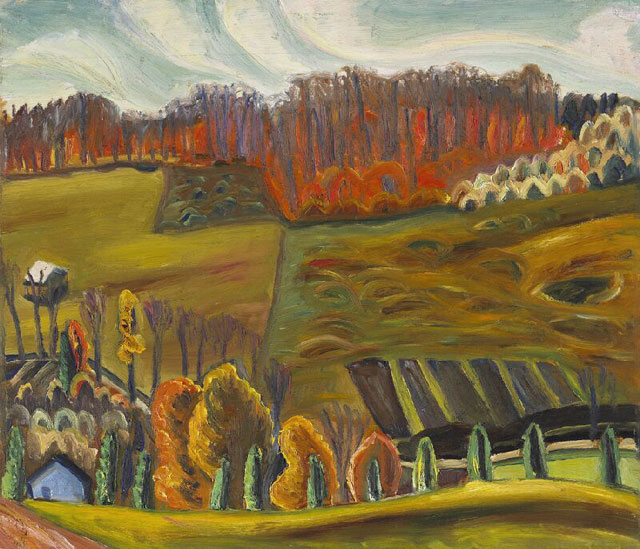
autumn field knowlton, 1941
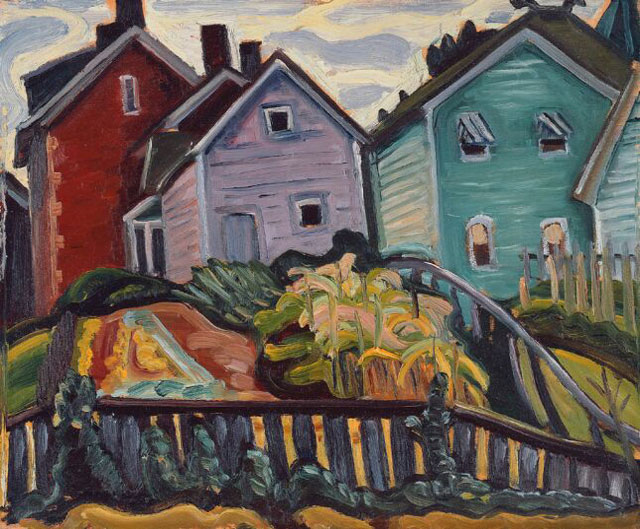
back-garden, 1938
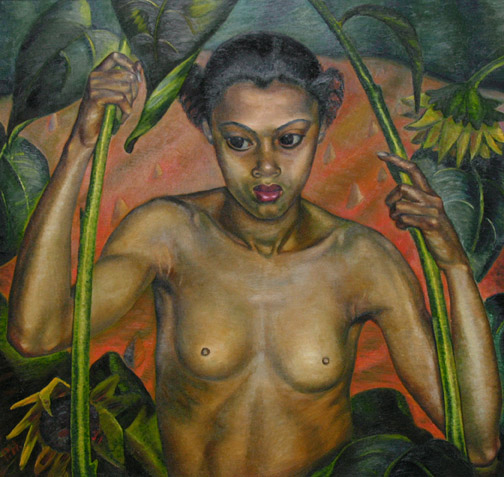
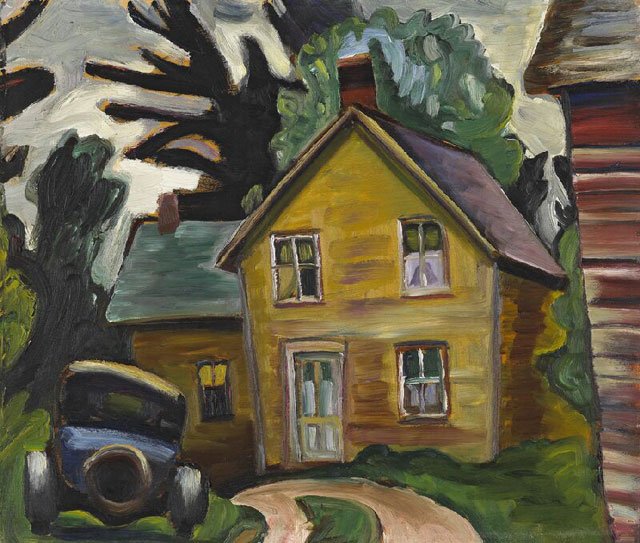
farmhouse and car, c.1933